# Giosi Roccamonte
Giosi Roccamonte (Polla, 13 dicembre 1923 – Polla, 14 gennaio 1999) è stato un politico italiano.
Laureato in medicina e chirurgia, è stato consigliere comunale di Polla dal 1970 al 1975 e senatore della repubblica per due legislature eletto nelle liste del Partito Socialista Democratico Italiano. Fu anche Sottosegretario di Stato ai Trasporti nel Governo Forlani, alle Poste e Telecomunicazioni nel Governo Cossiga e alla Sanità nel Governo Andreotti V. Nel corso della sua attività parlamentare ha fatto parte della Commissione Igiene e Sanità del Senato.